# Die unbarmherzigen Schwestern
Die unbarmherzigen Schwestern (The Magdalene Sisters) ist ein britisch-irisches Filmdrama von Peter Mullan aus dem Jahr 2002. Der Film schildert das Leben dreier junger Frauen in einem Magdalenenheim in Irland.
Die Filmcharaktere sind fiktional, die beschriebenen Umstände sind es nicht. Rund 30.000 Mädchen arbeiteten in Irland in Magdalenenheimen; 1996 wurde das letzte Heim geschlossen.
Der Film ist die Kinoversion eines (ebenfalls 2002 ausgestrahlten) irischen Fernsehfilms mit dem Titel Sinners. Er wurde in Dumfries (Schottland) gedreht. Der Film hatte seine Weltpremiere am 30. August 2002 auf den Internationalen Filmfestspielen von Venedig; am 12. September 2002 wurde er auf dem Toronto International Film Festival vorgeführt. In den Kinos der USA spielte er ca. 4,9 Millionen US-Dollar ein; in den anderen Ländern wurden ca. 15,7 Millionen US-Dollar eingespielt, darunter ca. 1,3 Millionen Pfund Sterling im Vereinigten Königreich.

## Handlung
Der Film spielt im Irland der 1960er Jahre und beschreibt das Leben von drei jungen Frauen, die von ihren Familien in ein Magdalenenheim gesteckt werden: Margaret ist von ihrem Cousin vergewaltigt worden. Bernadette, die in einem Waisenhaus aufwächst, ist mehrfach beim Flirten ertappt worden. Rose hat ein uneheliches Kind geboren; ihre Eltern wollen nicht mehr mit ihr sprechen, ihr Vater und ein Priester zwingen sie, das Kind zur Adoption freizugeben.
Alle drei jungen Frauen gelangen zur selben Zeit in die Obhut der Ordensschwestern im Magdalenen-Kloster, das von der Schwester Bridget geleitet wird. Rose bekommt von Schwester Bridget den neuen Namen Patricia, was ihr Firmname ist, den sie fortan benutzen muss, da bereits eine andere Insassin Rose heißt.
Die Mädchen arbeiten in der klostereigenen Wäscherei. Schon kleinste Vergehen wie Widerworte oder der Kontakt mit Außenstehenden werden hart bestraft. Unter anderem schneidet man ihnen die Haare ab oder schlägt sie mit Stöcken und Lederriemen. Eines der Mädchen, Una, flieht, wird jedoch von ihrem Vater zurückgebracht. Dabei beschimpft Unas Vater sie und die anderen Mädchen als Huren.
Die Ordensschwestern verhöhnen und demütigen die Mädchen ständig. Crispina versucht mehrfach, sich das Leben zu nehmen. Einige Zeit später beobachtet Margaret, wie diese von einem Priester zu sexuellen Handlungen gezwungen wird.
Während Margaret nach vier Jahren von ihrem Bruder abgeholt wird, stirbt eine alte Insassin im Kloster. Daraufhin beschließen Rose (bzw. Patricia) und Bernadette die Flucht, die ihnen auch gelingt. Sie suchen Bernadettes Cousine auf, die einen Friseursalon besitzt und ihnen Unterschlupf, Kleider und Geld gibt.
Der Film endet mit dem fiktiven weiteren Lebenslauf der Frauen:
Rose (bzw. Patricia) flieht nach Liverpool, heiratet dort und bekommt zwei Töchter. Ihren Sohn fand sie 1996, 33 Jahre nachdem man ihn ihr fortgenommen hatte. Sie blieb bis zu ihrem Tode 1998 eine gläubige Katholikin.
Bernadette findet Arbeit und eine Ausbildung in dem Friseursalon ihrer Cousine, zieht einige Zeit später nach Schottland und macht dort einen eigenen Friseursalon auf und lebt nach drei geschiedenen Ehen heute allein.
Crispina (bzw. eigentlich Harriet) stirbt 1971 mit nur 24 Jahren in einer psychiatrischen Anstalt an Magersucht. Sie war inzwischen längst verrückt geworden.
Margaret wurde Grundschullehrerin in Donegal. Heute ist sie stellvertretende Rektorin. Sie hat nie geheiratet und bleibt kinderlos.

## Rezeption

### Rezensionen
James Berardinelli schrieb auf ReelViews, der Film gelte als antikatholisch, was teilweise wahr sei. Der Film zeige kein ausgeglichenes, dreidimensionales Bild der Ordensschwestern. Die erzählte Geschichte sei „kraftvoll“ und „aufwühlend“. Der Film sei sehenswert, weil er gut gemacht sei und den Zuschauer zum Denken und zum Mitfühlen ermutige.
Das Lexikon des internationalen Films schrieb, der Film sei eine „nach authentischen Zuständen aus der Perspektive der gefangenen Mädchen erzählte Geschichte“, die ein „eindeutiges Feindbild“ in der Gestalt des Ordens und der „restriktiven Gesellschaft“ schaffe. Der Film sei „virtuos inszeniert und gespielt“.

### Auszeichnungen
Der Film wurde im Jahr 2002 als Bester Film für den Europäischen Filmpreis nominiert. Peter Mullan gewann im Jahr 2002 den Goldenen Löwen der Internationalen Filmfestspiele von Venedig 2002. Im Jahr 2003 gewann er Preise des Nantucket Film Festivals und des Los Angeles IFP/West Film Festivals. Peter Mullan wurde im Jahr 2003 für das Drehbuch für den BAFTA Award nominiert; Frances Higson und Peter Mullan wurden für den Alexander Korda Award for Best British Film nominiert. Das Schauspielerensemble gewann 2003 den British Independent Film Award, der Film als Bester britischer Independentfilm und Peter Mullan für das Drehbuch wurden für den gleichen Preis nominiert.
Peter Mullan wurde im Jahr 2004 für den César, den Directors Guild of Great Britain Award und den Independent Spirit Award nominiert. Er und der Film als Bester Film des Jahres gewannen 2004 den London Critics Circle Film Award.
Der Film gewann im Jahr 2004 den Political Film Society Award für Menschenrechte und wurde für den Political Film Society Award für Exposé nominiert.

### Weitere Reaktionen
Nach der Verleihung des Goldenen Löwen 2002 in Venedig kam es zu zahlreichen Protesten sowie Presseberichten; außerdem entstanden Websites, auf denen der Film äußerst kontrovers diskutiert wurde. Das Katholische Institut für Medieninformation und die Katholische Filmkommission für Deutschland veröffentlichten in film-dienst 01/2003 eine Stellungnahme des Präsidenten der internationalen katholischen Medienorganisation SIGNIS, P. Peter Malone, um zur Diskussion über Mullans Film beizutragen.
Einige ehemalige Insassinnen der Magdalenenheime bemängelten, der Film sei insofern realitätsfern, als die tatsächlichen Zustände in den Heimen erheblich brutaler gewesen seien.
Die katholische Kirche sowie ihr nahestehende Publikationen in Italien kritisierten den Film scharf. Der Vatikan empfahl in einer offiziellen Stellungnahme allen Katholiken, den Film nicht anzusehen.